# Paléodictyon
Le Paléodictyon est une trace fossile, généralement interprétée comme un tunnel animal, qui apparaît dans les couches géologiques marines commençant au Précambrien / Cambrien précoce et dans les environnements océaniques modernes,,. Les paléodictyons ont été décrits pour la première fois par Giuseppe Meneghini en 1850. L'origine de la trace fossile est énigmatique et de nombreux candidats ont été proposés.

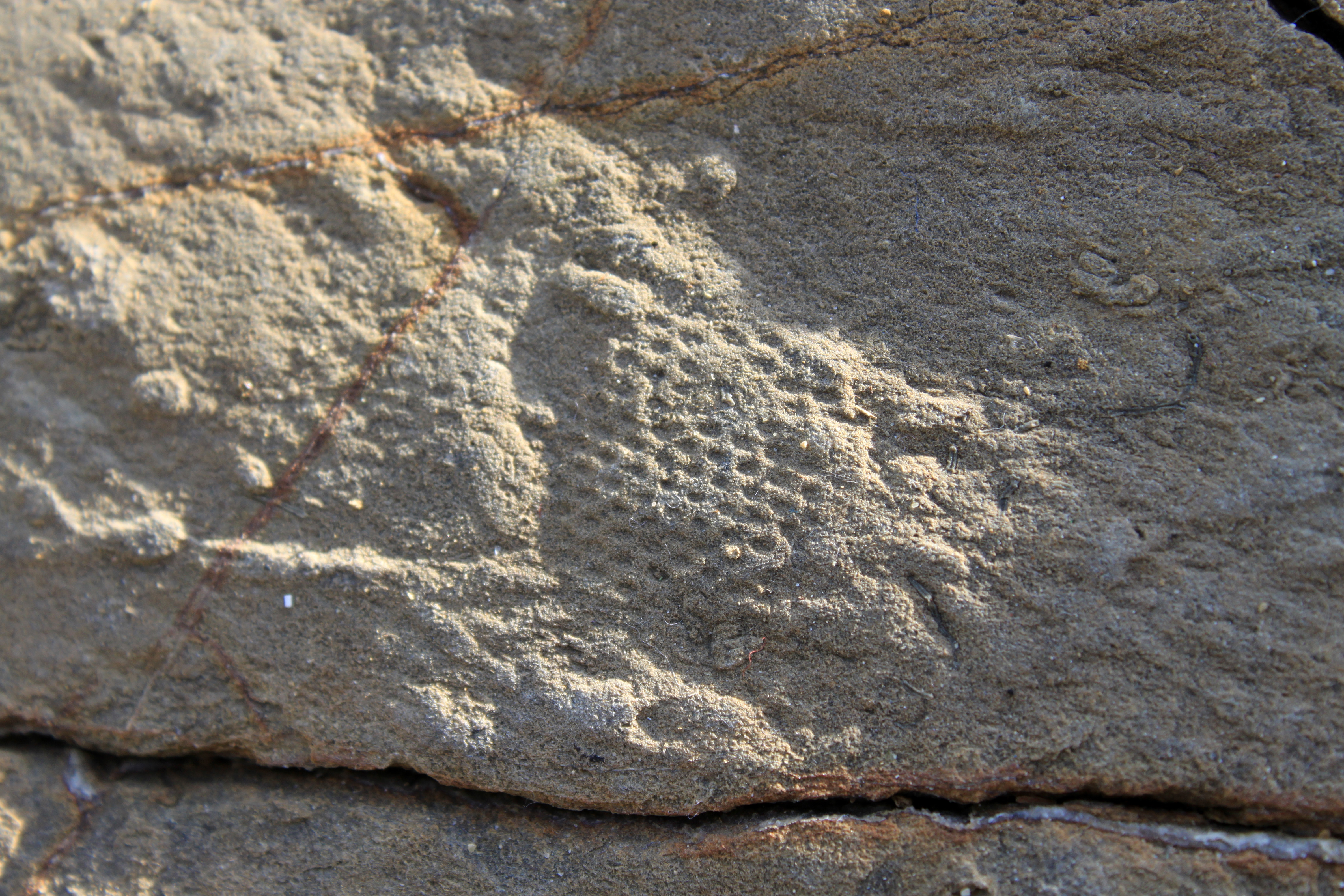
Paléodictyon minimum.

## Description
Le paléodictyon est constitué de minces tunnels ou de crêtes qui forment généralement un réseau en forme de nid d'abeille de forme hexagonale ou plus rarement polygonale. On connaît des exemples de réseaux irréguliers et réguliers dans l'échantillon stratigraphique du Paleodictyon, mais c'est le motif en nid d'abeille régulier de certaines formes telles que P. carpathecum et P. nodosum qui les rendent remarquables et largement étudiés.
Les mailles individuelles peuvent mesurer de quelques millimètres à 3 centimètres environ, et les motifs peuvent couvrir des zones jusqu'à un mètre carré. Les bords ou les arêtes qui composent le maillage ont généralement une section transversale cylindrique ou ellipsoïdale, et certaines formes comportent des tubes verticaux reliant le maillage à l'interface sédiment-eau.
Dolf Seilacher a proposé en 1977 qu'il pourrait s'agir d'un piège à nourriture, d'un élevage de nourriture ou d'un chemin d'alimentation. Il a encore été suggéré qu'il pourrait s'agir d'un fossile de protiste xénophyophore,.

## Histoire de son étude
De nombreux travaux de modélisation ont été réalisés sur le Paleodictyon. Roy Plotnick, chercheur en traces de fossiles à l'Université de l'Illinois à Chicago, a modélisé la forme comme résultant de la croissance modulaire itérative d'un organisme inconnu. Garlick et Miller l'ont modélisé comme un tunnel avec un algorithme relativement simple.

## Hypothèses sur son origine

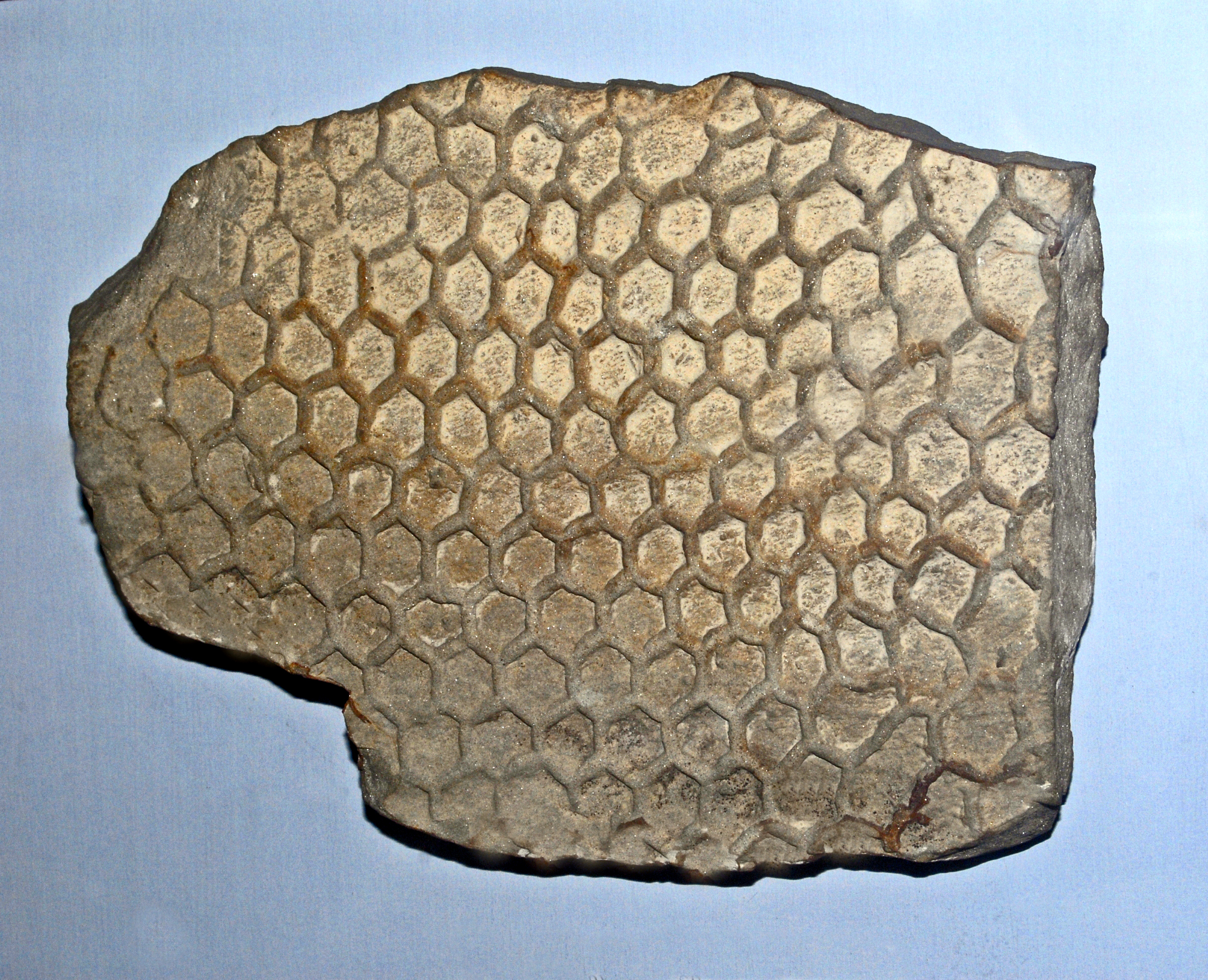
Paléodictyon du Miocène de Fiume Savio

La question est de savoir si ces motifs sont des tunnels d’animaux marins comme des vers ou des restes fossilisés d’organismes anciens (éponges ou algues). Les observations sur le Paleodictyon utilisant la théorie des parcours eulériens de graphes suggèrent qu'il est peu probable qu'il s'agisse d'une trace fossile, et qu'il est plus probable qu'il s'agisse d'une empreinte ou d'un corps fossile, ou d'être simplement d'origine abiotique.

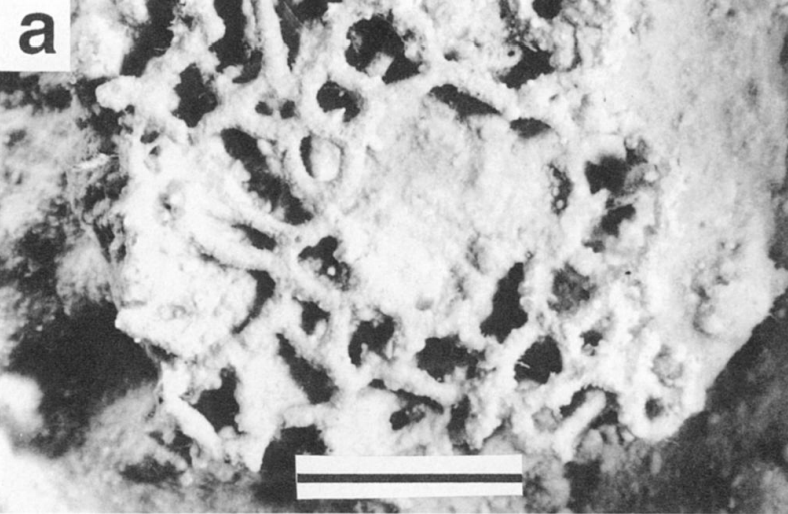
Le xénophyophore Occultammina a été suggéré comme créateur possible de Paleodictyon, mais cela reste controversé.

Il a été suggéré que Paleodictyon pourrait représenter le corps fossile d'un xénophyophore, un type de foraminifère géant. Le xénophyophore  Occultammina présente une certaine ressemblance physique avec le Paleodictyon et l'habitat abyssal des xénophyophores modernes est en effet similaire au paléoenvironnement déduit où on trouve les graphoglyptides fossiles. Cependant, la grande taille (jusqu'à 50 cm) et la régularité de nombreux graphoglyptides ainsi que l'absence apparente de particules de sédiments collectées dans leurs fossiles jettent le doute sur cette possibilité. De plus, les xénophyophores modernes n'ont pas la symétrie hexagonale régulière commune au Paléodictyon.
Des exemples modernes de Paléodictyon ont été découverts ; cependant, l'examen n'a pas révélé de stercomares. La trace réticulaire pourrait également  représenter une éponge de verre.

## La recherche d'un animal vivant
Le film Volcanoes of the Deep Sea décrit la recherche d'un animal vivant qui produit le Paleodictyon, à l'aide du submersible en eau profonde DSV Alvin à proximité de cheminées volcaniques situées à 3500 m de profondeur dans la dorsale médio-atlantique. L'expédition a trouvé et prélevé des échantillons de nombreux terriers en nid d'abeilles mais aucune créature n’a été trouvée dedans.